# Iso Paja
Le grand atelier (finnois : Iso Paja) est un immeuble de bureaux situé dans quartier de Pasila à Helsinki en Finlande.

## Histoire

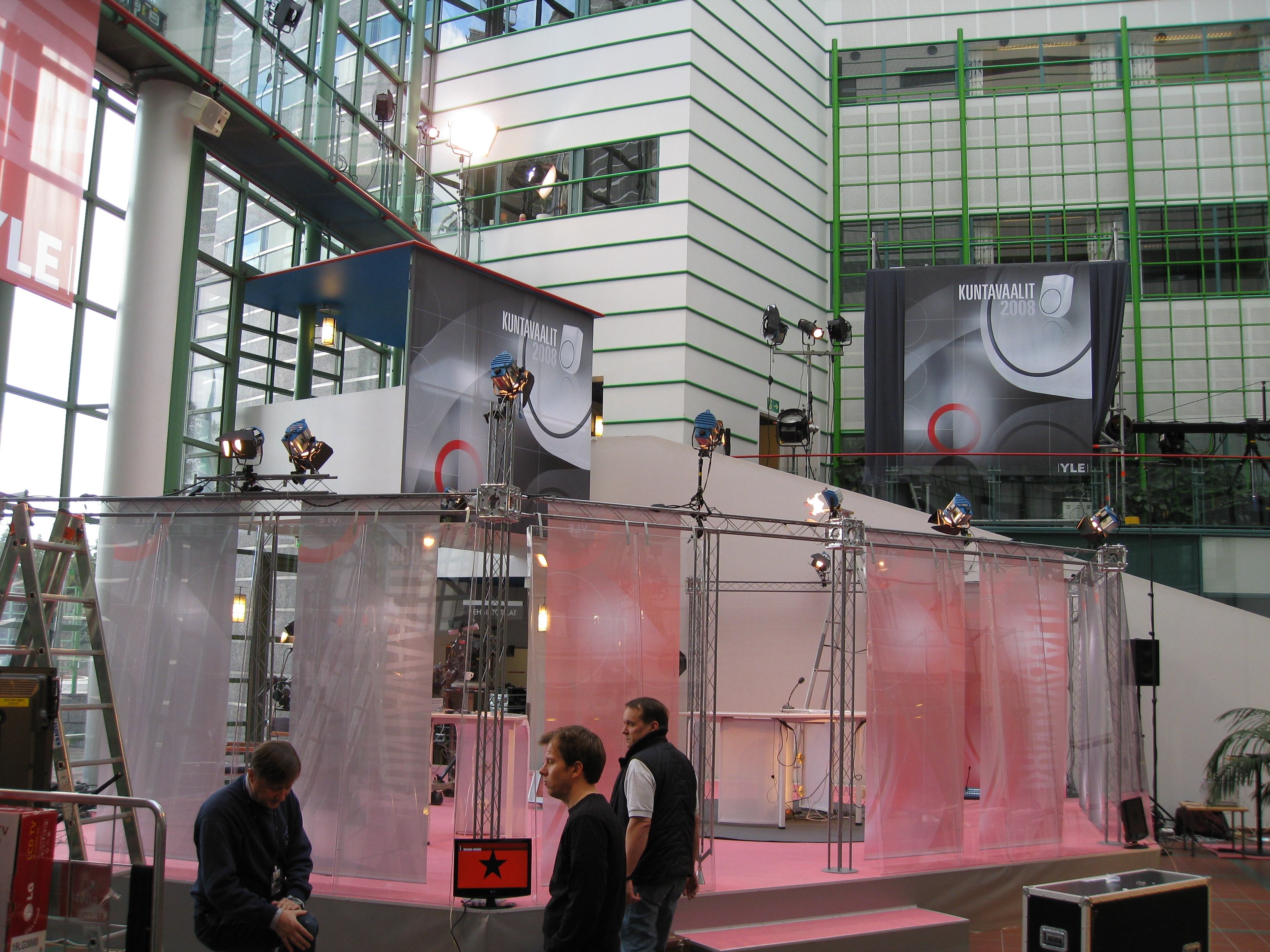
Le hall un soir de résultats d'élections.

Une fois achevé en 1993, le bâtiment combinait les autres bâtiments du centre de radio et de télévision de Pasila, tels que la Radiotalo (aujourd'hui la maison des Médias), la Studiotalo et la maison des éditeurs (aujourd'hui Maison créative). 
Les opérations du siège de Yle sont alors transférées du bâtiment de Kesäkatu vers Iso Paja.
À la fin de 2016, Yle vend le bâtiment Iso Paja sa caisse de retraite.
Yle a quitté Iso Paja en mars 2017 et sa nouvelle entrée principale est située dans la maison des Médias.
En 2017, le bâtiment a été rénové pour devenir le siège du groupe VR.
Au début de mai 2018,  le groupe VR a installé son siège à Iso Paja  .
Iso Paja abrite, entre autres, le siège de Silmäasema, Nrc Group, VR Eläkesäätiö, Yleisradion Eläkesäätiö.